# 斯托尔纳拉
斯托尔纳拉（義大利語：Stornara），是意大利福贾省的一个市镇。总面积33.65平方公里，人口4990人，人口密度148.3人/平方公里（2009年）。ISTAT代码为071054。